# Jens Berthel Askou
Jens Berthel Askou (Videbæk, 19 agosto 1982) è un allenatore di calcio ed ex calciatore danese, di ruolo difensore, allenatore del Motherwell.

## Carriera

### Giocatore
Tra il 2003 e il 2007 fa parte della prima squadra del Silkeborg, con cui milita per quattro stagioni nella massima serie danese.
Nella stagione 2007-2008 gioca nel campionato turco, scendendo in campo 32 volte con la maglia del Kasımpaşa. Nella stagione successiva, con la stessa squadra, gioca invece nella seconda serie nazionale.
Nell'estate 2009 diventa un giocatore del Norwich City, società in cui rimane per due anni, anche se nel gennaio 2011 viene girato per un mese in prestito al Millwall per poi tornare al Norwich nel febbraio 2011 senza più essere utilizzato fino alla fine del suo contratto, avvenuta nell'estate seguente.
A seguito di questa parentesi, torna a giocare in Danimarca per gli ultimi anni della sua carriera da calciatore.

## Palmarès

### Club

#### Giocatore
- 1. Division: 1

Silkeborg: 2003-2004
- League One: 1

Norwich: 2009-2010

#### Allenatore
- Formuladeildin: 1

HB Torshavn: 2020
- Coppa delle Fær Øer: 1

HB Torshavn: 2020
- 1. Division: 1

Horsens: 2021-2022

#### Individuale
- Formuladeildin Allenatore dell'anno:

2020